# Amiga World
Amiga World a fost o revistă dedicată platformei informatice Amiga. A fost o revistă Amiga proeminentă, în special în Statele Unite ale Americii, și a fost publicată de IDG Publishing, cu sediul în Massachusetts, din 1985 până în aprilie 1995. Primele numere au fost distribuite înainte ca primele modele de Amiga să fie disponibile pentru vânzare  către public. În numărul 3 (vol. 2 nr. 1, ianuarie 1986) a fost prezentat artistul Andy Warhol. Sediul revistei s-a mutat ulterior la Peterborough, New Hampshire⁠(d).